# Poda de copa

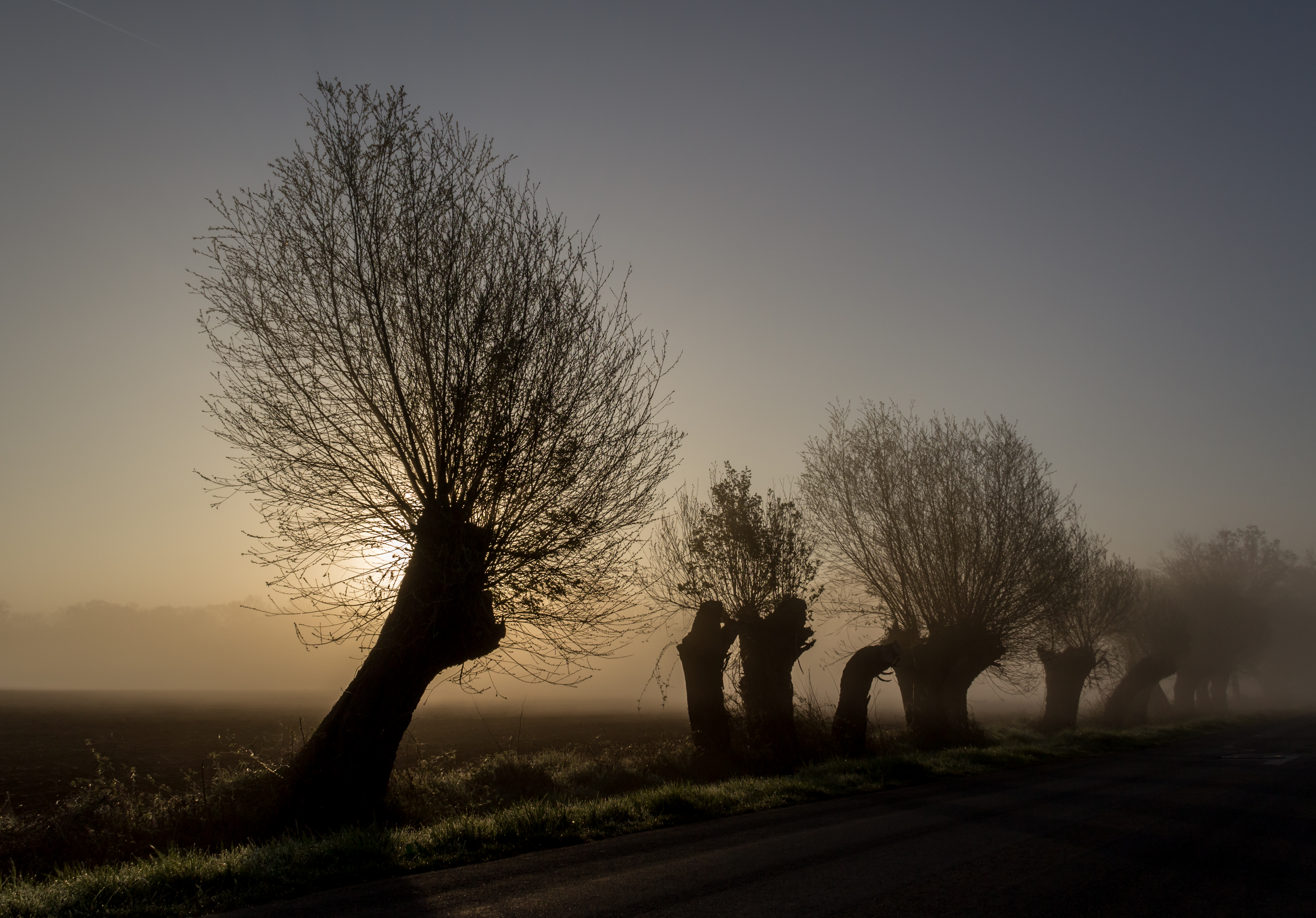
Una línea de sauces desmochados en Alemania.

La poda de copa, también llamada desmochado, trasmochado o descopado, es un sistema de poda en el que se retiran las ramas superiores de un árbol, promoviendo una copa densa de follaje y ramas. El desmochado se menciona en la Roma Antigua por Propertius durante el siglo I a. C. Ha sido común en Europa desde el Medioevo y se practica en cascos urbanos en todo el mundo, principalmente para mantener árboles a una altura dada.
Tradicionalmente, los árboles se desmochaban por dos razones: ramón para alimentar ganado, o para madera. No es una práctica adecuada si se busca un árbol de apariencia natural, pues se corta el crecimiento natural. Las podas de copa para producir ramón tienen una frecuencia de corte que los realizados para madera; en estos últimos se buscaba producir postes erguidos para raíles, telégrafos o barcas. Las ramillas cosechadas de sauce o avellano se usan para tramar cestas o vallas. Una consecuencia del desmochado es que los árboles tienden a vivir más porque se mantienen en un estado parcialmente juvenil, y no soportan ni el peso ni el viento en la parte superior del árbol.
A menudo, los árboles desmochados se vuelven huecos al envejecer, de manera que puede ser difícil establecer su edad. Tienden a crecer despacio, con anillos de crecimiento más estrechos en los años inmediatamente posteriores a la poda.

## Práctica
De igual forma que en la tala a mata rasa, la poda de copa persigue estimular crecimiento nuevo de forma regular, manteniendo suministro de madera nueva para varios propósitos, particularmente combustible. En algunas áreas, las ramas frondosas secas se almacenan en invierno como alimento para el ganado. A veces, sólo se cortan los tallos recrecidos en una estación, para reducir las posibilidades de muerte del árbol al volver a cortar árboles mochos que llevan mucho tiempo sin ser manejados.
El desmoche se prefería sobre la tala a mata rasa en pastos leñosos y otras áreas pastadas, porque los animales ramoneaban los chupones de los tocones. Históricamente, el derecho a desmochar se concedía a locales para combustible en tierras comunales o en bosques reales; esto era parte del derecho de leña.
Un efecto incidental de las podas de copa es el favorecimiento del sotobosque por mayor cantidad de luz que llega al suelo. Esto puede aumentar la biodiversidad. Sin embargo, en áreas donde el desmoche era común pero ahora ha cesado ocurre el efecto opuesto, pues los brotes superiores y laterales acaban convirtiéndose en troncos. Se puede ver un ejemplo en el bosque de Epping en Londres/Essex (Reino Unido), la mayoría del cual era desmochado hasta finales del siglo XIX. La luz que alcanza el suelo del bosque es extremadamente limitada, dado el espeso crecimiento de los árboles desmochados.

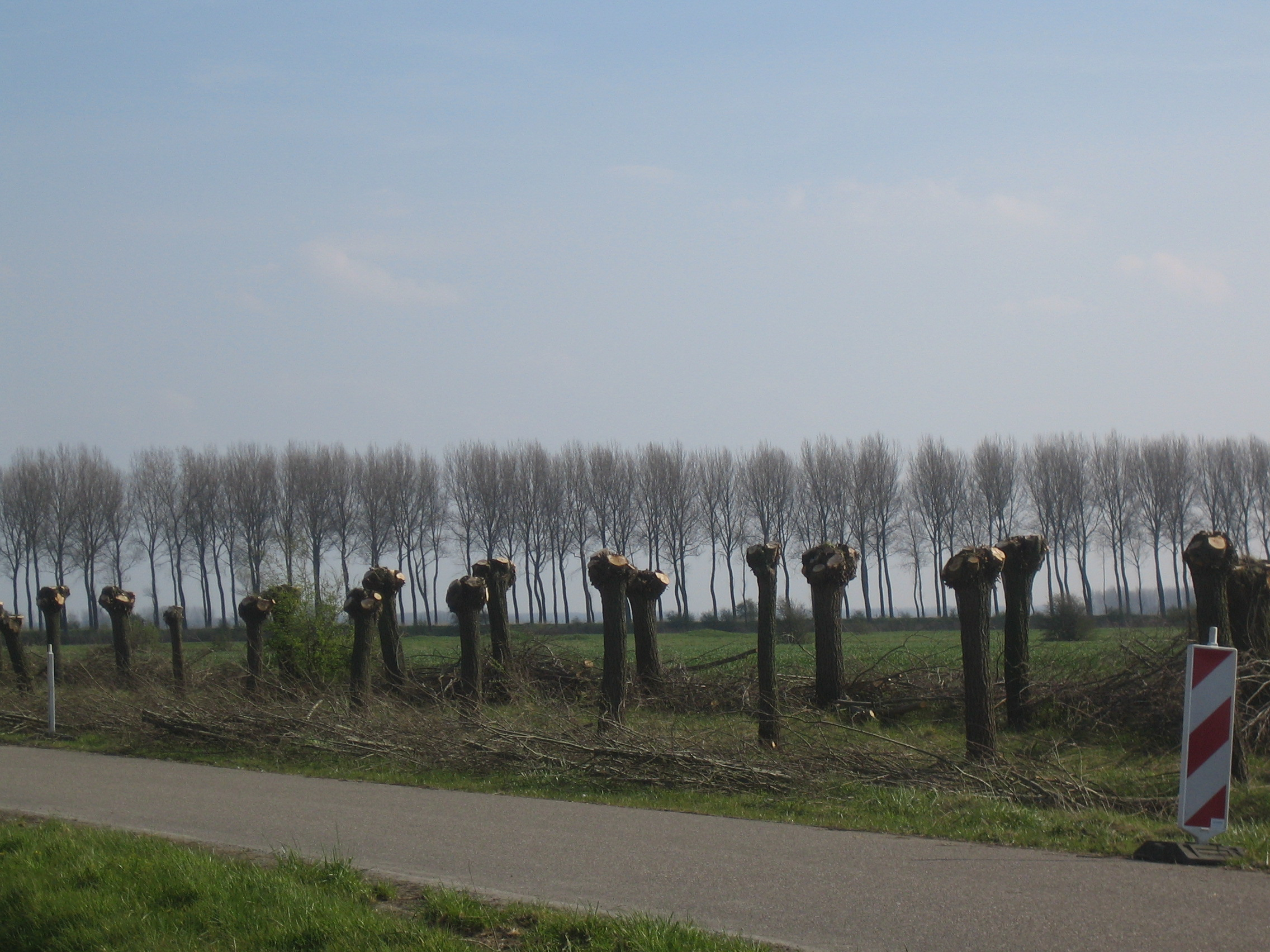
Sauces podados entre Sluis y Aardenburg, en Zeelandia
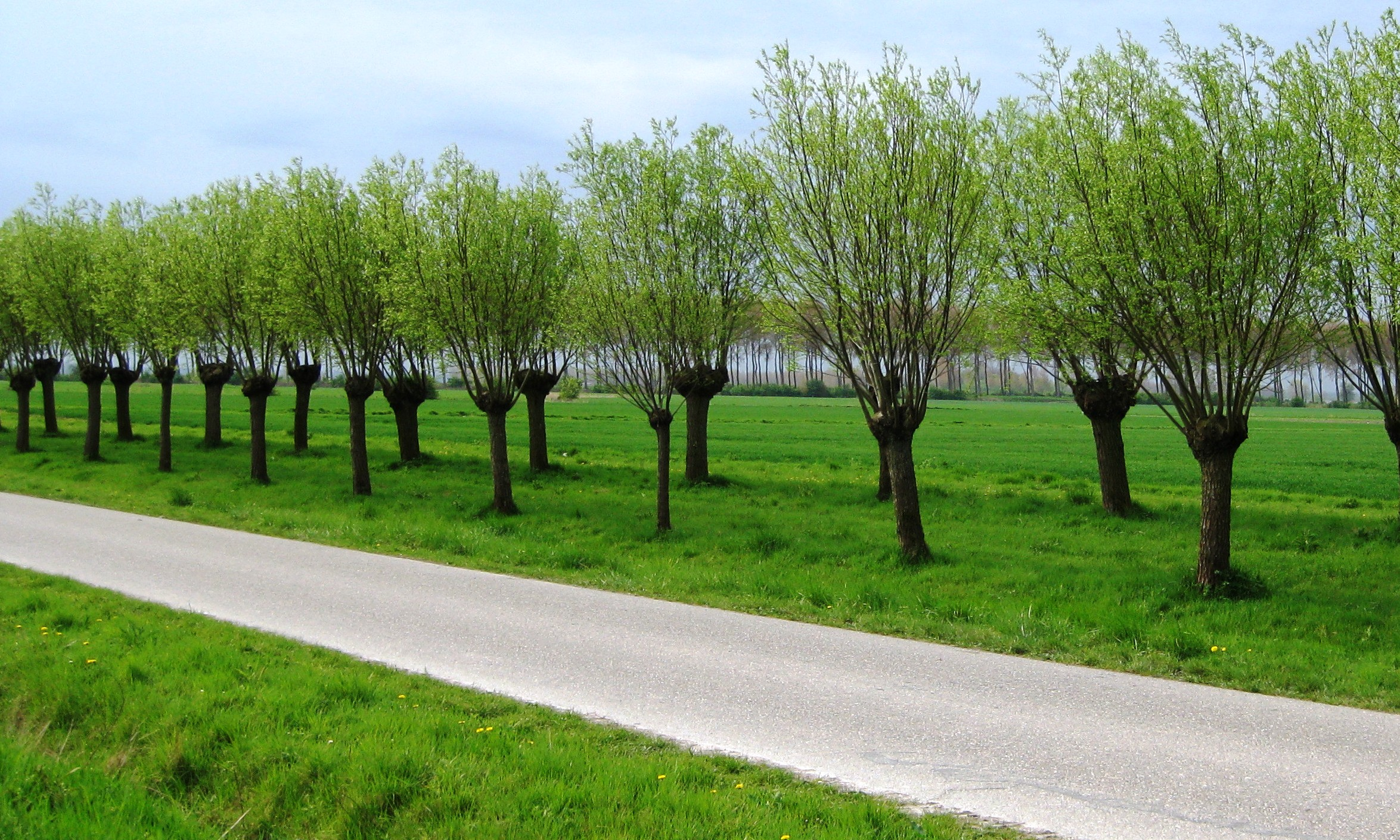
Los mismos árboles dos años más tarde

## Especies

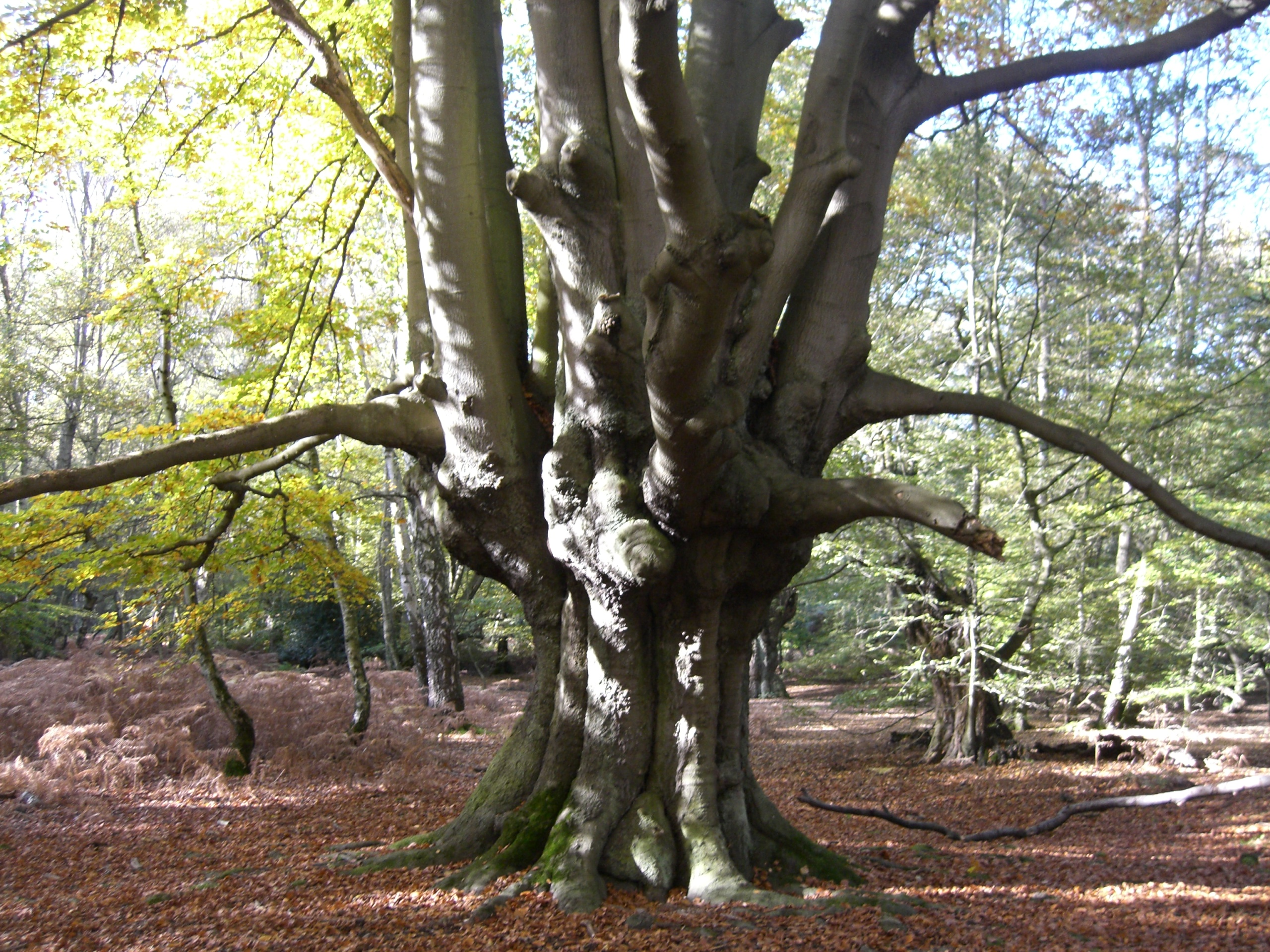
Haya antiguamente desmochada en el bosque de Epping (Inglaterra)

Igual que en la tala a mata rasa, sólo las especies de crecimiento epicórmico vigoroso pueden aguantar podas de copa. En estas especies (incluyendo muchas frondosas pero pocas coníferas), cortar el tallo apical principal desencadena el crecimiento de muchas yemas latentes bajo la corteza en la parte más baja del árbol. Los árboles sin esa capacidad morirán sin sus hojas y ramas. Algunas especies de árboles más pequeños no adoptan fácilmente la forma desmochada, porque al cortar el tallo apical se estimula el crecimiento en la base, de forma que se acaba llenando de chupones.

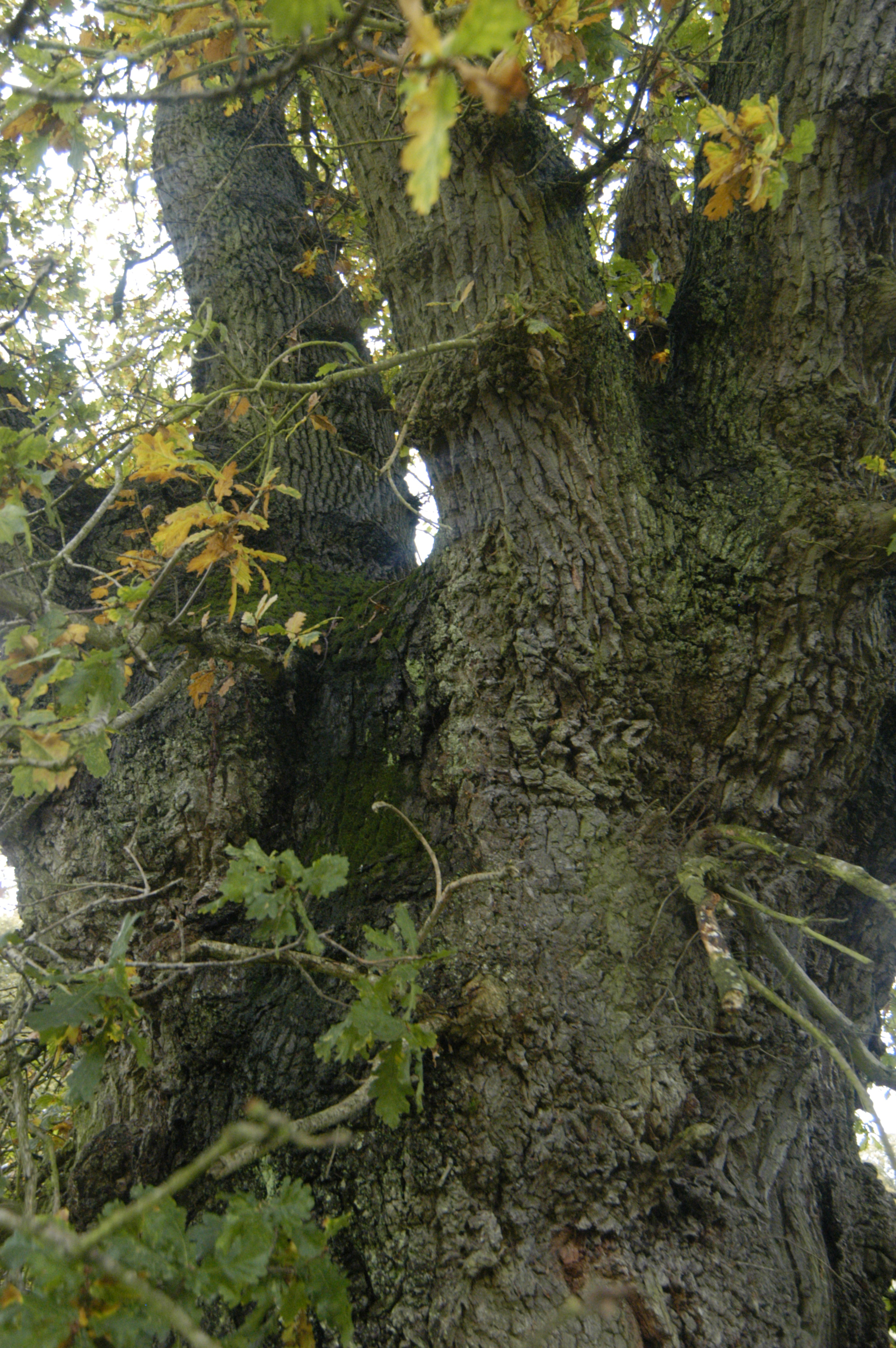
Un roble desmochado que marca parte de la antigua frontera parroquial entre Wash Common, parte de Newbury, y Sandleford, en el Reino Unido.

Ejemplos de árboles que adoptan las formas desmochadas incluyen fagáceas como las hayas (Fagus), robles (Quercus), arces (Acer), falsas acacias (Robinia pseudoacacia), carpes (Carpinus), tilos (Tilia),  plátanos (Platanus), castaños de Indias (Aesculus), moreras (Morus), ciclamores del Canadá (Cercis canadensis), ailantos (Ailanthus altissima), sauces (Salix) y algunas coníferas, como los tejos (Taxus).

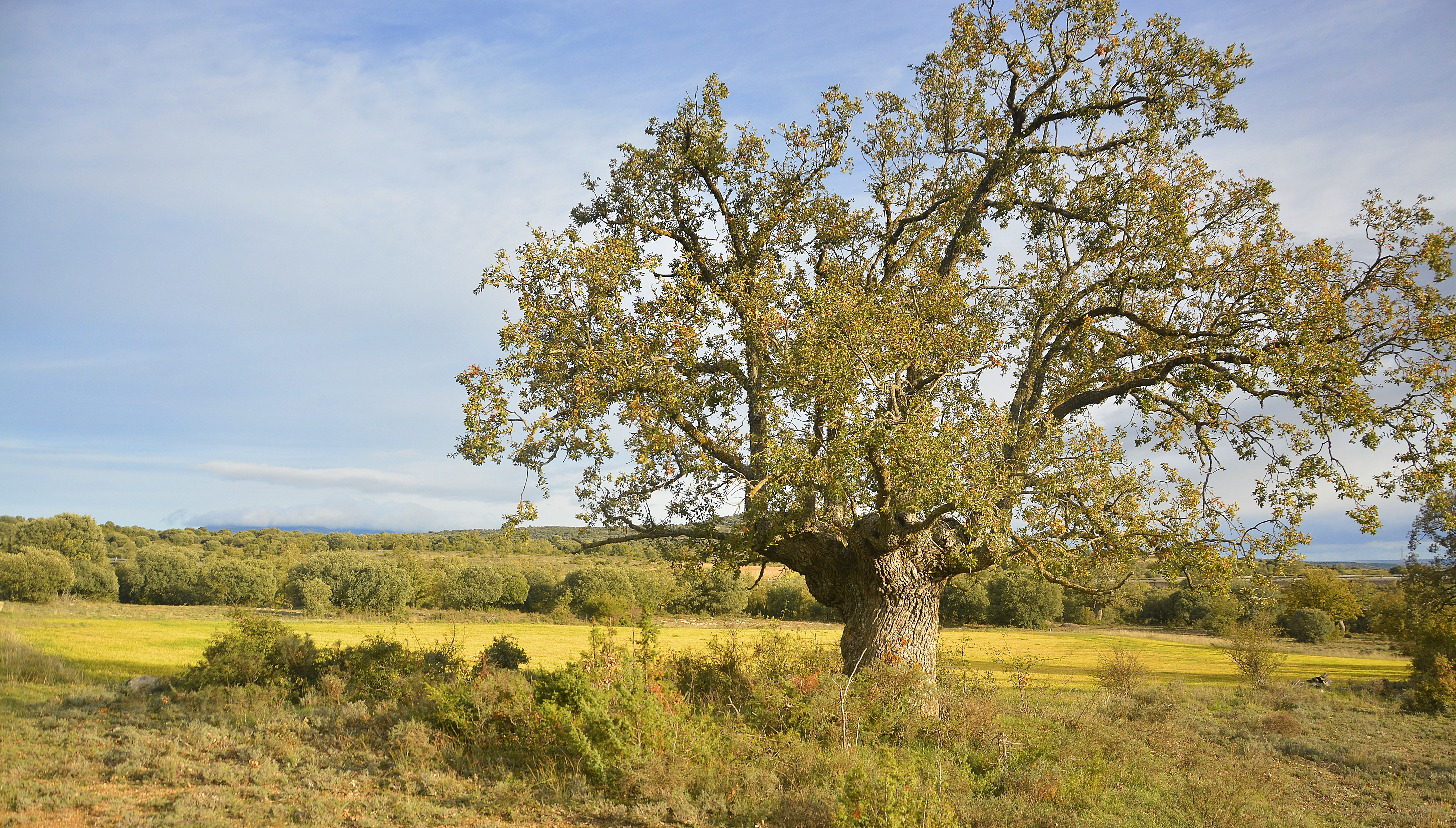
Roble (Quercus faginea) trasmochado en la provincia española de Soria

La técnica es también utilizada en África para moringas, para dejar las hojas nutritivas al alcance y cosecharlas más fácilmente. El desmoche también se usa en silvicultura urbana en ciertas áreas para regular el tamaño del árbol, por seguridad o por razones sanitarias. Se sacan ramas podridas o muertas para mantener la salud del árbol, ramas vivas o muertas que pueden provocar daños materiales o personales, o para crear un dosel expandido en primavera por estética, para sombra o para proteger de la contaminación.
Los árboles pueden ser "rejuvenecidos" por desmoche, como por ejemplo el peral de Bradford (Pyrus calleryana "Bradford"), una especie de apreciada floración cuando es joven, pero quebradizo y de pesada copa cuando envejece.
Los robles, cuando son muy viejos, puede formar troncos nuevos a partir de los chupones superiores, o sea, ramas originadas naturalmente desde el tronco principal.